# HuffPost
HuffPost je americký liberálně orientovaný on-line agregátor novinek a blog. Jeho zakladateli byli Arianna Huffingtonová, podle které dostal své jméno, Kenneth Lerer, Andrew Breitbart a Jonah Peretti. Obsahově se zabývá politikou, podnikáním, zábavou, životním prostředním, technologiemi, životním stylem i kulturou. Sídlí v budově 770 Broadway v New Yorku. Web byl založen jako The Huffington Post v roce 2005.
V roce 2017 došlo ke změně názvu z The Huffington Post na HuffPost a také ke změně designu a loga.